# Чарлс Лајел
Чарлс Лајел, барон, витез, сер, (14. новембар 1797 — 22. фебруар 1875) је био шкотски адвокат, геолог, и промотер униформитаризма.
Чарлс Лајел је рођен у Кинордију, Ангус, као најстарији од десеторо деце. Лајелов отац, такође Чарлс, био је адвокат и ботаничар.

## Научни допринос
Лајелова интересовања за геологију су се кретала од вулкана и геолошке динамике преко стратиграфије, палеонтологије и глациологије до тема које би се данас могле сврстати у раноисторијску археологију и палеоантропологију. Ипак најпознатији је по својој улози у популаризацији доктрине униформитаризма.

### Униформитаризам
Од 1830. до 1833. објављени су његови томови Принципи геологије (енгл. Principles of Geology). Радни поднаслов био је „Покушај да се објасне бивше промене земљине површине на основу данашњих дешавања“ (енгл. An Attempt to Explain the Former Changes of the Earth's Surface by Reference to Causes now in Operation), и ово објашњава Лајелов снажан утицај на науку. Он је, заједно са својим претходником Џоном Плејфером (енгл. John Playfair), био главни заговорник онда контроверзне идеје униформитаризма, да је земља обликована спорим покретима услед сила које делују дуги период времена.
Ово је било супротно катастрофизму, геолошкој идеји која се поклапала са старошћу земље коју је наметнула библијска хронологија. У различитим ревизијама издања (укупно дванаест, током 1872), Принципи геологије је био најутицајнији геолошки рад средином 19. века, и много учинио да геологија добије садашњи облик. За ове напоре промовисан је у витеза 1848. године, а онда и барона 1864. године.